# Anthothoe australiae
Anthothoe australiae is een zeeanemonensoort uit de familie Sagartiidae.
Anthothoe australiae is voor het eerst wetenschappelijk beschreven door Haddon & Duerden in 1896.